# 新著中国文学史
《新著中国文学史》是胡云翼的作品，1932年北新书局初版。《自序》中提出了此书写作的三原则：写纯文学史，按政治时代分期，写一部活的脉络一致的文学史。书分十编：先秦、汉代、魏晋南北朝、唐代、五代、宋代、元代、明代、清代、当代的文学，分别叙述了中国的诗、词、小说、戏曲的发展历史。书中反映了作者理想，于同时代文学史他推崇曾毅的、胡小石的和胡适的著作。该书写的比较简略。
作者论《诗经》，多从儒家思想、抒情诗、赋比兴入手；论《楚辞》，把它与《诗经》比较，后者多用短句叠字，多重调，近于写实，多写人事，前者则多用长句骈语，多直陈无重调，多写神话，较为浪漫，屈原的思想始终陷于理想与热情的矛盾中，给诗以生命的人格；汉代文学文语分离，贵族化古典文学兴起、儒学笼罩、政府豢养文人而文学为政治工具的三大特点，汉赋多颂扬盛德，讴歌盛世，有“倡忧博奕”味道；汉诗多意切倩深、朴实生动之作；魏晋南北朝的文学多离开现实而亲近自然，厌世而不复文以致用，倾向唯美；唐代文学运动基本上部是复古运动，功在于倡导朴实售妙风格，阻遏骈偶绣艳文风，改用浅近流畅的文言作文，缺点是“复古”与“明道”一拍即合，忽视纯文学的价值；唐诗最大的特色是不讲模仿，不事复古，而富有强烈的创造精神，具有自由放肆的精神；温庭筠致力于词，自此进入词盛的五代及宋代中；唐代小说分豪侠小说、艳情小说、神怪小说三种；北宋词发展分四阶段：小词阶段（晏殊、欧阳修、晏几道）、慢词阶段（柳永、秦观）、诗人的词阶段（苏轼、黄庭坚）、乐府词阶段（周邦彦、李清照），南宋词分两派：白话词派（朱敦儒、辛弃疾、陆游、刘过、刘克庄）、乐府词派（姜夔、吴文英、张炎）；宋诗的发展是由西昆体至诗界革命到苏拭大变再经江西诗扼到南渡诗人的发展，元剧的特点是：纯戏剧、社会的写照；元剧与明代传奇有如下不同：元剧大都限于四折，每折一韵致底，全曲由一人独唱，多用楔子，明代传奇则不限出数，一出不限一调，且可换韵，凡登场的剧中人皆可唱曲，无楔子；明代小说分四类：英雄小说（《水浒》）、历史小说（《三国演义》）、神怪小说（《西游记》）、艳情小说（《金瓶梅》）；清代文学分两部分:骈散文诗词等贵族化的正统文学，戏曲小说辞词等通俗化的社会文学，总体上前者倾向复古，后者致力于创新和集大成；清代小说分四类：言情小说（《红楼梦》）、侠义小说（《三侠五义》）、社会小说（《儒林外史》、《官场现形记》）、弹词（即韵文的小说、再生缘、笔生花）；新文学运动的兴起结束了旧的时代；十年间，诗、小说、戏剧、小品散文均有显著成就。  